# Rathmore Chaos
Il Rathmore Chaos è una struttura geologica della superficie di Europa.